# Семья Оппенгейм (фильм)
«Семья Оппенгейм» — художественный фильм 1938 года, экранизация романа Лиона Фейхтвангера «Семья Опперман».

## Сюжет
История еврейской семьи в Германии начала 1930-х годов.
В результате несчастного случая, в потасовке с пьяным нацистом, погибает доктор литературы Гейнциус, преподаватель гимназии Королевы Луизы. На его место приходит профессор-нацист Фогельзанг (Астангов), и на первом же занятии унижает юного Бертольда Оппенгейма (Балашов). Фогельзангу не нравится, что у него в учениках — еврей, и не нравится тема будущего доклада Бертольда — «Гуманизм и XX век». Так как последней темой, которую проходили учащиеся с профессором Гейнциусом, была битва в Тевтобургском Лесу, Фогельзанг предлагает Бертольду сделать доклад об Арминии Германце. Нехотя Бертольд соглашается.
В тот же день отец Бертольда, Мартин Оппенгейм (Толчанов), отказывается объединить свою преуспевающую мебельную фирму с небольшой фирмой немца-конкурента. Он не верит, что у него могут начаться проблемы только потому, что он — еврей. Близкий друг Бертольда, Рихард (Консовский), не присутствовал на первом занятии с профессором Фогельзангом, так как его отцу делал сложную операцию выдающийся хирург Эдгар Оппенгейм (Плотников), дядя Бертольда, вместе со своим помощником Якоби (Михоэлс). В больнице Рихард знакомится с Руфью (Гарри Миновицкая), кузиной Бертольда.
Вечером в доме Оппенгеймов шумно праздновали 17-летие Бертольда. Во время торжества, неожиданно для всех, нацистский тост произносит приглашенный поэт Гутветтер (Мартинсон), чем приводит в недоумение всех собравшихся. Ночью Бертольд просит водителя отца, Пахинке (Соловьёв), отвезти его к памятнику Арминия, так как ему очень важно понять и почувствовать, что же это был за человек. На обратом пути Пахинке разрешает Бертольду сесть за руль, но просит высадить его у монастырского парка. Как только они подъезжают к этому месту, то наблюдают погоню нацистских штурмовиков за Веллером (Боголюбов). Бертольд спасает Веллера, указав штурмовикам ложный путь. Он догадался, что Пахинке должен был встретиться здесь именно с Веллером.
Наступает день, когда Бертольду нужно делать доклад. Он резко высказывается о роли Арминия в истории и утверждает, что немецкую культуру представляет не этот воинственный варвар, а Гейне, Гёте и Бетховен. Фогельзанг в ярости. Он требует, чтобы Бертольд публично извинился и отрёкся от своего доклада, но тот не соглашается. Сразу же после этого случая, к Бертольду начинают демонстративно пренебрежительно относиться многие работники и ученики гимназии. Правда, друзья Бертольда, те же немцы, во всём поддерживают его, а Рихард хвалит доклад, и говорит, что гордится таким другом. Сам Рихард бросает учёбу и идёт работать на завод, так как там «климат для него лучше». Презирая Бертольда, один из учеников, Риттерштег (Карельских), тяжело ранит Пахинке, утверждая, что на самом деле это на него напали, а он всего лишь защищался.

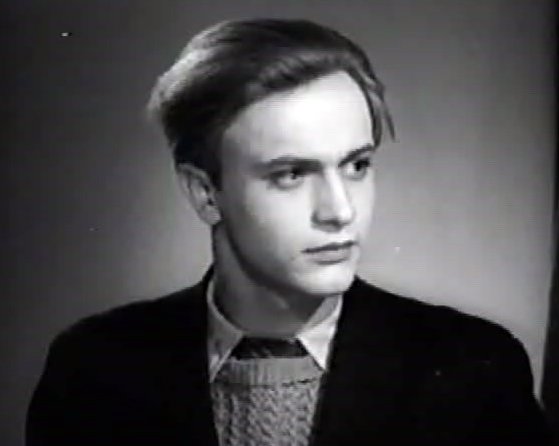
Владимир Балашов в роли Бертольда Оппенгейма

Фогельзанг требует у доктора Франсуа, директора гимназии, публичного раскаяния Бертольда не позднее 1 марта, в актовом зале. В противном случае, он требует исключения Оппенгейма. Доктор Франсуа, мягкий и добрый человек, сам терпеть не может Фогельзанга, но вынужден вызвать своего любимого ученика и просить его извиниться. Он разрешает Бертольду подумать и ответить письменно вечером.
Бертольд мучается сомнениями, он хочет поговорить об этом со своим дядей, но тот, находясь у своей любовницы Сибиллы, передаёт через Руфь, что поговорит с ним завтра. Бертольд подавлен и Руфь пытается отвлечь его, предлагает рассказать всё ей. Они заходят в кафе и Бертольд рассказывает ей о своём конфликте с Фогельзангом. Руфь советует ему уехать из Германии, но он решительно отказывается. За ужином Мартин Оппенгейм, уже продавший за копейки свою фирму немцу, грубо настаивает, чтобы Бертольд обязательно извинился. Окончательно раздавленный, Бертольд отправляет скорой почтой письмо доктору Франсуа о том, что он будет завтра в актовом зале. А сам тем времен берёт снотворное из комнаты матери и кончает жизнь самоубийством. Об этом и объявит доктор Франсуа собравшимся ученикам и преподавателям. Обвинив Фогельзанга в убийстве Бертольда, Франсуа подаёт в отставку.
Мартин Оппенгейм с женой, продав всё своё имущество, уезжают во Францию. В клинике, во время операции, происходит погром — Эдгар Оппенгейм арестован. В камере он знакомится с Веллером, который рассказывает ему о деятельности истинных немцев. Веллера уводят на казнь, а Эдгар, после освобождения, вместе с Руфью тайно бежит из страны. До границы их провожает Рихард. Руфь спрашивает его, приедет ли он к ним. На что Рихард отвечает, что это она приедет к нему, «Германия будет нашей, Руфь!».

## В ролях
| Актёр                 | Роль                                       |
| --------------------- | ------------------------------------------ |
| Владимир Балашов      | Бертольд Оппенгейм                         |
| Иосиф Толчанов        | Мартин Оппенгейм                           |
| Ада Войцик            | Лизелотта                                  |
| Николай Плотников     | Эдгар Оппенгейм                            |
| Гарри Миновицкая      | Руфь Оппенгейм                             |
| Раиса Есипова         | Сибилла                                    |
| Осип Абдулов          | Жак Лавендель                              |
| Зыков С. Д.           | гимназист, друг Бертольда Генрих Лавендель |
| Соломон Михоэлс       | Якоби                                      |
| Сергей Днепров        | директор гимназии Франсуа                  |
| Аркадий Благонравов   | директор клиники Лоренц                    |
| Николай Боголюбов     | Веллер                                     |
| Владимир Соловьёв     | Пахинке                                    |
| Алексей Консовский    | Рихард                                     |
| Михаил Астангов       | Фогельзанг                                 |
| Константин Карельских | Риттерштег                                 |
| Сергей Мартинсон      | поэт Гутветтер                             |
| Михаил Державин       | промышленник Велс                          |

## Съёмочная группа
- Автор сценария — Серафима Рошаль, авторизирован Лионом Фейхтвангером
- Режиссёр — Григорий Рошаль
- Оператор — Леонид Косматов
- Композитор — Николай Крюков

В этом фильме впервые дебютировали в кино тогда ещё учащиеся актёрской школы «Мосфильма» Владимир Балашов, Григорий Шпигель, Владимир Зельдин и Михаил Глузский.